# Вбивці (фільм, 1964)
«Вбивці» (англ. The Killers) — американським неонуар 1964 року режисера Дона Сігела. Сценарій написаний Джином Л. Куном на основні однойменного оповідання Ернеста Хемінгвея 1927 року. Це друга екранізація твору Хемінгвея після версії 1946 року. У фільмі знімались Лі Марвін, Джон Кассаветіс, Енджі Дікінсон та Рональд Рейган. Це була остання роль Рональда Рейгана перед тим, як він вирішив залишити акторську кар'єру в 1966 році.
У липні 2018 року фільм було відібрано для показу у секції «Венеціанська класика» на 75-му Венеціанському міжнародному кінофестивалі .

## Сюжет
Кіллери Чарлі та Лі заходять у школу для сліпих та кілька разів стріляють у Джонні Норта, вбивши його. Чарлі стурбований тим, що Норт відмовився тікати, та звертає увагу на те, що їм заплатили надзвичайно великий гонорар за вбивство Норта. Колись Норт був чемпіоном-автогонщиком, чия кар'єра закінчилася після страшної аварії. За чотири роки до смерті він брав участь у пограбуванні поштової вантажівки на мільйон доларів, які таємничим чином зникли. Чарлі та Лі, спокушені можливістю знайти зниклий мільйон, відвідують Маямі, щоб допитати колишнього механіка Джонні, Ерла Сильвестра.
Ерл розповідає їм, що Джонні був на піку своєї кар'єри, коли зустрів жінку на ім'я Шейла Фарр. Джонні закохався та планував зробити їй пропозицію одружитися. Однак раптом кар'єра Джонні трагічно завершилась. У лікарні Ерл розповів Джонні, що Шейла насправді була коханкою мафіозного боса Джека Браунінга. Розлючений Джонні відкинув спроби Шейли пояснити цей факт та розірвав з нею стоунки.
Чарлі та Лі знаходять колишнього члена банди Браунінга, який розповідає їм, що після аварії Шейла знайшла Джонні, який почав працював механіком. Вона розповіла йому, що Браунінг планує пограбування американської поштової вантажівки. За рекомендацією Шейли Браунінг найняв Джонні водієм у банду. Джонні пробачив Шейлу та замислив правласнити гроші собі. Після пограбування, Джонні забрав 1 мільйон доларів собі, та втік.
Чарлі та Лі відвідують Браунінга, який зараз є займається будівельним бізнесом у Лос-Анджелесі. Браунінг наполягає, що не знає, що сталося з грошима і де вони зараз. Він розповідає, що Шейла зупинилася в готелі неподалік, і домовляється з нею про зустріч. Щоб уникнути засідки, Чарлі та Лі йдуть до готелю на кілька годин раніше, ніж було домовлено, але клерк помічає їх і дзвонить Браунінгу. Спочатку Шейла заперечує, що знає хоч щось про Джонні та гроші. Чарлі та Лі б'ють її та допитують, тому врешті вона каже їм правду.
Увечері перед пограбуванням Шейла сказала Джонні, що Браунінг планує вбити його. Спочатку Джонні хотів убити Браунінга ще до пограбування, Шейла наполягла на тому, що це не найкраща ідея. За її порадою Джонні забрав гроші після пограбування, та відвіз їх Шейлі, але вона обдурила його, здавши Браунінгу. Він вистрелив в Джонні, важко поранивши його, перш ніж Джонні втік. Побоюючись, що Джонні буди мстити, Браунінг найняв Чарлі та Лі, щоб вони вбили його.
Браунінг чекає біля готелю зі снайперською гвинтівкою. Він вбиває Лі та ранить Чарлі. Браунінг і Шейла повертаються додому, де готуються до втечі з грошима. З'являється Чарлі та вбиває Браунінга. Він стріляє в Шейлу і, хитаючись, виходить із грошима. Коли прибуває поліція, Чарлі падає мертвим на галявину — гроші висипаються з чемодану.

## У ролях
- Лі Марвін — Чарлі Стром
- Енджі Дікінсон — Шейла Фарр
- Клу Гулагер — Лі
- Джон Кассаветіс — Джонні Норт
- Рональд Рейган — Джек Браунінг
- Клод Екінс — Ерла Сильвестр
- Норма Фелл — Міккі Фармер
- Вірджинія Крістін — Місс Вотсон
- Дон Гаггерті — водій поштової вантажівки
- Роберт Філліпс — Джордж Флемінг
- Кетрін О'Меллі — місс Леслі
- Берт Мастін — літній чоловік

## Виробництво
«Вбивці» мав стати одним із перших телефільмів у рамках серії Project 120, яка так і не вийшла в ефір. Спочатку, стрічка була знятиа під назвою «Джонні Норт», але NBC вирішили, що вона вийшла занадто жорстокою для трансляції по телебаченню. Натомість компанія Universal випустила фільм у кіно.
Стів Макквін та Джордж Пеппард розглядалися на роль Джонні Норта. Після того, як Кассаветіс був підписаний на роль, виявилось, що актор ледве вміє керувати автомобілем.
Дон Сігел спочатку мав знімати версію 1946 року, але врешті стрічку зняв Роберт Сьодмак. 
«Вбивці» були останньою акторською роботою Рейгана перед тим, як він вирішив зайнятись політикою. Між тим, це було єдина у його кар'єрі роль антагоніста. Згідно зі спогадами наведеними у автобіографії Кірка Дугласа, Рейган пошкодував, що знявся у фільмі, особливо через сцену, в якій він дає ляпаса персонажу Дікінсон. 
Музика для фільму була написана Генрі Манчіні спочатку для фільму Орсона Уеллса «Дотик зла» (1958), але так і не була використана. Врешті музика Манчіні була взята з бібліотеки Universal Pictures, перередагована та використана у «Вбивцях».

## Відгуки
«Вбивці» має рейтинг 80 % на агрегаторі рецензій Rotten Tomatoes на основі 25 рецензій із середнім балом 7,2/10.
Лі Марвін отримав премію BAFTA 1965 року як найкращий актор за роль Чарлі Строма. 